# Quentin Grimes
Quentin Marshall Grimes (Texas, 8 de maio de 2000) é um jogador norte-americano de basquete profissional que atualmente joga no Philadelphia 76ers da National Basketball Association (NBA).
Ele jogou basquete universitário no Kansas Jayhawks e no Houston Cougars e foi selecionado pelo Los Angeles Clippers como a 25º escolha geral no draft da NBA de 2021.

## Carreira no ensino médio
Grimes frequentou a The Woodlands College Park High School em The Woodlands, Texas, graduando-se em 2018. Ele foi o primeiro jogador de basquete na história da escola a entrar no time do colégio e ser titular em todos os jogos como calouro. Ao longo de sua carreira no ensino médio, ele obteve um GPA de 3,38. Durante seu último ano do ensino médio, Grimes teve médias de 29,5 pontos, 8,6 rebotes, 4,9 assistências, 1,8 roubos de bola e 1,5 bloqueios e levou a escola a um recorde geral de 21–13. Ele deixou o ensino médio com 2.863 pontos, 854 rebotes, 582 assistências, 213 roubos de bola e 127 bloqueios no total. Grimes foi nomeado o Jogador do Ano de Houston, o Jogador do Ano Gatorade e um McDonald's All-American. Pouco antes de entrar na universidade, ele foi projetado como uma das 5 primeiras escolhas do Draft da NBA de 2019.

### Recrutamento
Em 15 de novembro de 2017, ele se comprometeu a jogar basquete universitário na Universidade de Kansas, rejeitando as ofertas de Kentucky, Marquette, Texas e outras oito universidades.
| Nome | Cidade Natal                           | Escola                          | Altura             | Peso           | Data                   |
| --- | -------------------------------------- | ------------------------------- | ------------------ | -------------- | ---------------------- |
| Quentin Grimes SG | The Woodlands, TX                      | The Woodlands College Park (TX) | 6 ft 5 in (1.96 m) | 200 lb (91 kg) | 15 de Novembro de 2017 |
| Quentin Grimes SG | Recrutamento: Rivals: 247Sports: ESPN: |                                 |                    |                |                        |
| Rankings: Rivals: 8º \| 247Sports: 13º \| ESPN: 8º |                                        |                                 |                    |                |                        |
| - Nota: Em muitos casos, Scout, Rivals, 247Sports e ESPN podem entrar em conflito em suas listas de altura e peso, nestes casos, a média foi obtida. - Fonte: |                                        |                                 |                    |                |                        |

## Carreira universitária
Em seu primeiro jogo universitário, Grimes marcou 21 pontos contra Michigan State. Como calouro, ele teve médias de 8,4 pontos, 2,5 rebotes e 2,0 assistências, acertando 34% dos arremessos da linha de 3 pontos e 38,4% dos arremessos gerais. Após a temporada, ele se declarou para o draft da NBA de 2019, mas desistiu antes do prazo e decidiu se transferir para a Universidade de Houston.
Grimes recebeu uma isenção e foi elegível para jogar por Houston imediatamente. Em 19 de novembro de 2019, ele marcou 32 pontos na vitória sobre Rice por 97–89. Grimes registrou 21 pontos e seis rebotes contra Texas State em 4 de dezembro e fez 24 pontos e quatro rebotes em uma vitória contra Carolina do Sul em 8 de dezembro. Em 9 de dezembro, ele foi nomeado o Jogador da Semana da American Athletic Conference (AAC). Em seu segundo ano, Grimes teve médias de 12,1 pontos, 2,6 assistências e 3,7 rebotes.
Em 25 de fevereiro de 2021, Grimes marcou 33 pontos na vitória por 81-57 contra Western Kentucky. Ele foi nomeado o MVP do Torneio da AAC após marcar 21 pontos em uma vitória de 91-54 sobre o Cincinnati na final. Ele levou Houston ao Final Four do Torneio da NCAA de 2021. Em seu terceiro ano, Grimes teve médias de 17,8 pontos, 2,0 assistências e 5,7 rebotes e foi o Co-Jogador do Ano da AAC junto com Tyson Etienne. Em 9 de abril, ele anunciou que se declararia para o draft da NBA de 2021 e renunciaria ao restante da elegibilidade universitária.

## Carreira profissional

### New York Knicks (2021–2024)
Grimes foi selecionado pelo Los Angeles Clippers como a 25ª escolha no draft da NBA de 2021. Ele depois foi negociado com o New York Knicks. Em 6 de agosto de 2021, o New York Knicks anunciou que havia assinado um contrato de 4 anos e US$11 milhões com Grimes.
Em seu primeiro jogo como titular da carreira, Grimes registrou 27 pontos, acertando sete arremessos de três pontos, três rebotes e três assistências em uma derrota para o Milwaukee Bucks.

### Detroit Pistons (2024)
Em 8 de fevereiro de 2024, Grimes, Ryan Arcidiacono, Malachi Flynn, Evan Fournier e duas escolhas de segunda rodada foram trocados para o Detroit Pistons em troca de Bojan Bogdanović e Alec Burks.

### Dallas Mavericks (2024–2025)
Em 6 de julho de 2024, Grimes foi trocado para o Dallas Mavericks em troca de Tim Hardaway Jr. e três escolhas de segunda rodada futuras.

### Philadelphia 76ers (2025–Presente)
Em 4 de fevereiro de 2025, Grimes foi trocado para o Philadelphia 76ers junto com uma escolha de segunda rodada de 2025 em troca de Caleb Martin.

## Carreira da seleção
Logo após se formar no ensino médio, Grimes foi selecionado para representar os Estados Unidos na Copa América Sub-18 de 2018 em junho de 2018. No torneio, os EUA ganharam o ouro e Grimes foi nomeado o MVP.

## Estatísticas

### NBA

#### Temporada regular
| Ano      | Equipe   | PJ  | PT  | MPJ  | AP   | 3P   | LL   | RT  | AS  | BR | TO | PPJ  |
| -------- | -------- | --- | --- | ---- | ---- | ---- | ---- | --- | --- | -- | -- | ---- |
| 2021–22  | New York | 46  | 6   | 17.1 | .404 | .381 | .684 | 2.0 | 1.0 | .7 | .2 | 6.0  |
| 2022–23  | New York | 71  | 66  | 29.9 | .468 | .386 | .796 | 3.2 | 2.1 | .7 | .4 | 11.3 |
| 2023–24  | New York | 45  | 18  | 20.2 | .395 | .363 | .706 | 2.0 | 1.2 | .7 | .1 | 7.3  |
| 2023–24  | Detroit  | 6   | 0   | 19.2 | .214 | .143 | .909 | 2.0 | 2.3 | .8 | .7 | 5.3  |
| 2024–25  | Dallas   | 47  | 12  | 22.8 | .463 | .398 | .765 | 3.8 | 2.1 | .7 | .2 | 10.2 |
| Carreira | Carreira | 215 | 102 | 21.8 | .388 | .334 | .772 | 2.6 | 1.7 | .7 | .3 | 8.0  |

#### Playoffs
| Ano  | Equipe   | PJ | PT | MPJ  | AP   | 3P   | LL   | RT  | AS  | BR  | TO | PPJ |
| ---- | -------- | -- | -- | ---- | ---- | ---- | ---- | --- | --- | --- | -- | --- |
| 2023 | New York | 9  | 6  | 26.9 | .304 | .243 | .818 | 2.8 | 1.4 | 1.0 | .6 | 5.1 |

### Universitário
| Ano      | Equipe   | PJ | PT | MPJ  | AP   | 3P   | LL   | RT  | AS  | BR  | TO | PPJ  |
| -------- | -------- | -- | -- | ---- | ---- | ---- | ---- | --- | --- | --- | -- | ---- |
| 2018–19  | Kansas   | 36 | 36 | 27.4 | .384 | .340 | .603 | 2.5 | 2.0 | .6  | .2 | 8.4  |
| 2019–20  | Houston  | 30 | 21 | 27.9 | .443 | .326 | .660 | 3.7 | 2.6 | .8  | .2 | 12.1 |
| 2020–21  | Houston  | 30 | 30 | 32.8 | .406 | .403 | .788 | 5.7 | 2.0 | 1.4 | .3 | 17.8 |
| Carreira | Carreira | 96 | 87 | 29.3 | .411 | .356 | .683 | 3.9 | 2.1 | .9  | .2 | 12.7 |

Fonte:

## Vida pessoal
Filho de Tonja Stelly e Marshall Grimes, Quentin nasceu em 8 de maio de 2000. Seu meio-irmão materno mais velho, Tyler Myers, é um jogador profissional de hóquei no gelo do Vancouver Canucks da National Hockey League. Os dois irmãos nunca viveriam juntos, devido à mudança de Myers para o Canadá com seu pai logo após o nascimento de Quentin. Grimes e Myers são o primeiro par de irmãos a jogar na NBA e na NHL.
Fora da quadra, Grimes se ofereceu como voluntário para a organização sem fins lucrativos com sede em Houston, Play With Purpose, que trabalha com jovens em situação de risco na área.